# Socjalistyczna Partia Serbii

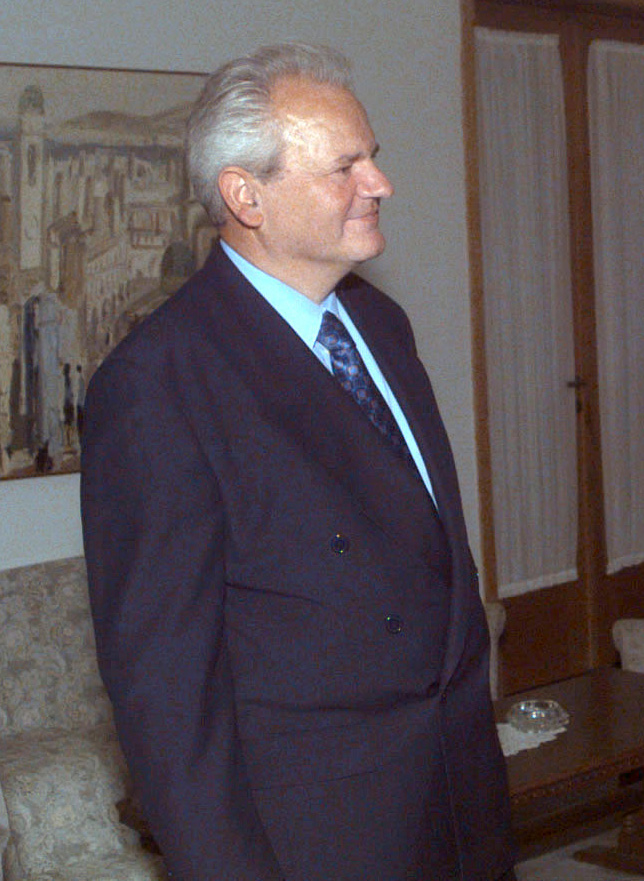
Slobodan Milošević

Socjalistyczna Partia Serbii (serb. Socijalistička partija Srbije / Социјалистичка партија Србије, SPS) – serbska partia polityczna o profilu socjalistycznym. Ugrupowanie postkomunistyczne założone przez Slobodana Miloševicia, w szczególności w latach 90. identyfikowane jako lewicowa partia serbskiego nacjonalizmu.

## Historia
Partia powstała 16 czerwca 1990. Założył ją Slobodan Milošević, pierwszy sekretarz KC Związku Komunistów Serbii, a od 1989 także przewodniczący Prezydium Republiki. Utworzono ją na bazie serbskiego oddziału partii komunistycznej i Socjalistycznego Związku Ludu Pracującego Serbii. W latach 90., w tym w okresie konfliktów zbrojnych związanych z rozpadem Jugosławii, SPS pozostała głównym ugrupowaniem rządzącym. Jej przywódca od 1991 do 1997 sprawował urząd prezydenta Serbii, następnie objął stanowisko prezydenta federacji. Kolejni przedstawiciele SPS obejmowali też stanowisko premiera. Po wyborach w 1992 socjaliści zawiązali porozumienie z Serbską Partią Radykalną, szybki rozpad koalicji skutkował nowymi wyborami w 1993.
Po zwycięstwie i uzyskaniu 123 mandatów w 250-osobowym Zgromadzeniu Narodowym nowym premierem został Mirko Marjanović. W 1996 po wyborach lokalnych pod adresem SPS wysuwano zarzuty fałszerstw wyborczych. Na skutek protestów społecznych władza uznała w 1997 swoją porażkę w różnych miejscowościach, w tym w Belgradzie. W tym samym roku do wyborów parlamentarnych socjaliści przystąpili w sojuszu z marksistowską Jugosłowiańską Lewicą (partią Mirjany Marković, żony Slobodana Miloševicia) i Nową Demokracją. Główne partie opozycji (z wyjątkiem SPO) zbojkotowały te wybory. Mirko Marjanović z SPS pozostał na czele rządu, współtworzonego również przez nacjonalistycznych radykałów.
24 września 2000 przeprowadzono wybory samorządowe, parlamentarne na szczeblu federalnym, a także wybory na urząd prezydenta Federalnej Republiki Jugosławii. Zdecydowane zwycięstwo odniosła w nich zjednoczona pod szyldem DOS opozycja. Jej lider, Vojislav Koštunica, pokonał Slobodana Miloševicia w wyborach prezydenckich. Władze nie zamierzały uznać tych wyników, ostatecznie po wielotysięcznych protestach i zajęciu budynków rządowych przywódca socjalistów ustąpił 5 października 2000.
W przedterminowych wyborach do Skupsztiny przeprowadzonych dwa miesiące później SPS uzyskała tylko 37 miejsc w parlamencie, przechodząc po 10 latach rządów do opozycji. 28 czerwca 2001 Slobodan Milošević został wydany Międzynarodowemu Trybunałowi Karnemu dla byłej Jugosławii, gdzie został oskarżony o zbrodnie wojenne i zbrodnie przeciwko ludzkości. Zmarł w areszcie w Hadze 11 marca 2006 przed zakończeniem procesu, do końca formalnie pełniąc obowiązki przewodniczącego partii.
Faktycznie od 2003 SPS kierował Ivica Dačić, którego przywództwo zatwierdzono oficjalnie w 2006. Partia nadal traciła poparcie i reprezentację parlamentarną w kolejnych wyborach (2003 i 2007). W 2004 nieformalnie w Skupsztinie wspierała gabinet Vojislava Koštunicy. W 2008 socjaliści zawiązali koalicję wyborczą z Partią Zjednoczonych Emerytów Serbii i Zjednoczoną Serbią, zdobywając 20 mandatów, a następnie oficjalnie wchodząc do koalicji rządowej z Partią Demokratyczną. Sojusz SPS-PUPS-JS podwoił liczbę posłów w kolejnych wyborach w 2012, tym razem podpisując porozumienie ze zwycięskim obozem Serbskiej Partii Postępowej. Przywódca SPS Ivica Dačić stanął na czele nowego gabinetu.
W przedterminowych wyborach w 2014 koalicja została kolejny raz ponowiona, utrzymując dotychczasowy stan posiadania. SPS pozostała także ugrupowaniem koalicyjnym, współtworząc rząd Aleksandara Vučicia, w którym jej lider został pierwszym wicepremierem.
W kolejnych przedterminowych wyborach w 2016 SPS odnowiła koalicję ze Zjednoczoną Serbią, a wśród nowych sojuszników znaleźli się Zieloni Serbii i komuniści. Blok ten uzyskał 29 mandatów poselskich. Aleksandar Vučić początkowo nie zamierzał kontynuować koalicji z SPS, jednakże sojusz rządowy został utrzymany. W sierpniu 2016 jej przedstawiciele otrzymali ministerialne nominacje do drugiego gabinetu dotychczasowego premiera.
W 2017 partia poparła urzędującego premiera i lidera postępowców w wyborach prezydenckich. Po jego zwycięstwie pozostała częścią koalicji rządowej, współtworząc w czerwcu 2017 rząd Any Brnabić. W wyborach w 2020 socjaliści startowali w ramach wspólnej listy wyborczej z dotychczasowymi partnerami, uzyskując reprezentację liczącą 32 osoby. Jej przedstawiciele dołączyli w październiku 2020 do nowego gabinetu dotychczasowej premier.
W wyborach w 2022 koalicja SPS z JS i ZS otrzymała 11,8% głosów, co przełożyło się na 31 mandatów w Zgromadzeniu Narodowym. Działacze socjalistów weszli następnie w skład utworzonego w październiku tegoż roku trzeciego rządu Any Brnabić. W kolejnych wyborach z 2023 koalicja w takim samym składzie dostała 6,7%, a jej reprezentacja parlamentarna zmniejszyła się do 18 osób. W maju 2024 przedstawiciele SPS objęli funkcje rządowe w nowym gabinecie Miloša Vučevicia. W kwietniu 2025 dołączyli natomiast do nowego gabinetu Đura Macuta.

## Wybory do Zgromadzenia Narodowego
Wyniki wyborów do Skupsztiny:
- 1990 – 46,1% głosów i 194 mandaty
- 1992 – 28,8% głosów i 101 mandatów
- 1993 – 36,7% głosów i 123 mandaty
- 1997 – 38,7% głosów i 110 mandatów (koalicja z JUL i ND)
- 2000 – 13,8% głosów i 37 mandatów
- 2003 – 7,6% głosów i 22 mandaty
- 2007 – 5,6% głosów i 16 mandatów
- 2008 – 7,6% głosów i 20 mandatów (koalicja z PUPS i JS)
- 2012 – 14,5% głosów i 44 mandaty (koalicja z PUPS i JS)
- 2014 – 13,5% głosów i 44 mandaty (koalicja z PUPS i JS)
- 2016 – 10,9% głosów i 29 mandatów (koalicja z JS, ZS i KP)
- 2020 – 10,4% głosów i 32 mandaty (koalicja z JS, ZS i KP)[9]
- 2022 – 11,8% głosów i 31 mandatów (koalicja z JS i ZS)[12]
- 2023 – 6,7% głosów i 18 mandatów (koalicja z JS i ZS)[14][15]